# Réorganisation des corps d'infanterie français (1820)
Pour les articles homonymes, voir Réorganisation des corps d'infanterie français et Amalgame.
L'ordonnance royale du 23 octobre 1820, réorganise les corps de l'Armée française en transformant les légions départementales en 60 régiments d'infanterie de ligne et 20 régiment d'infanterie légère. Il est signé de Louis XVIII Roi de France.

La Gendarmerie est réorganisée par l'ordonnance du 29 octobre 1820.

Cette page comporte également les régiments d'infanterie créés par 
- l'ordonnance du 2 février 1823 (du 61e au 64e régiment de ligne)
- l'ordonnance du 17 août 1830 (du 65e et 66e régiment de ligne)
- l'ordonnance du 5 janvier 1831 (le 21e régiment léger)
- l'ordonnance du 4 mai 1831 (le 67e régiment de ligne)
- l'ordonnance du 29 septembre 1840 (du 68e et 75e régiment de ligne et du 22e au 25e régiment léger)

## Historique
En 1820, l'armée française étaient composée de 94 légions départementales formées à 4, 3, 2 voire 1 seul bataillon.
Dans un rapport au roi, le ministre exposait que l'organisation légionnaire avait rempli son but en facilitant la réorganisation de l'armée, mais que son maintien présentait de nombreux inconvénients. Le recrutement régional nuisait à la bonne constitution uniforme des corps d'infanterie, parce que les contingents des départements étaient inégaux en taille et force physique des jeunes soldats; que certaines légions manquaient totalement de sujets capables de recruter les cadres, tandis que d'autres en avaient en trop grand nombre; enfin, que la différence du langage et celle des habitudes physiques et morales de certains départements établissaient de grandes différences entre les corps. Il faut remarquer qu'à cette époque, le plus grand nombre des conscrits ne parlaient pas le français, mais seulement la langue en usage dans leur département : breton, basque, flamand, picard, patois allemand, patois alsacien, limousin et les divers patois du midi, provençal, normand.
Ces causes tendaient à créer des corps provinciaux et non pas une infanterie homogène  et nationale. En cas de guerre ou dans le cas d'une expédition lointaine, un événement malheureux pouvait peser plus particulièrement sur la population militaire que quelques départements. Dans ces circonstances, la réorganisation de corps d'infanterie dans ces départements deviendrait plus difficile.
L'organisation en légions départementales obligeait également à entretenir un très grand nombre d'états-majors de légion dont certains ne se composaient que d'un seul bataillon. Ainsi les 94 légions départementales exigeaient plus de 7 000 officiers.
Le rapport indiquait clairement que l'institution des légions départementales ne présentant pas les avantages d'une infanterie homogène, il fallait revenir au système régimentaire. Il proposait que l'infanterie soit composée de 80 régiments dont 60 de ligne et 20 d'infanterie légère tous formés à 3 bataillons.
Le 23 octobre 1820 parut l'ordonnance qui transformait les légions départementales en régiments.
De nouveaux régiments furent créés par ordonnances des 
- 2 février 1823 (61e, 62e, 63e et 64e de ligne)
- 17 août 1830 (65e et 66e de ligne)
- 5 janvier 1831 (21e léger)
- 4 mai 1831 (67e de ligne)
- 29 septembre 1840 (68e, 69e, 70e, 71e, 72e, 73e, 74e et 75e de ligne, 22e, 23e, 24e et 25e léger) )

De 1823 à 1840 ce sont donc 15 nouveaux régiments d'infanterie de ligne (du no 61 au no 75) et 5 nouveaux régiments d'infanterie légère (du no 21 au no 25) qui furent créés.

## Amalgame de 1820
L'institution des légions départementales, visant à rompre avec l'héritage politico-militaire du Premier Empire, ne présentant pas les avantages d'une infanterie homogène, on revint bientôt au système régimentaire. 

L'ordonnance du 25 octobre 1820 prescrivit la formation de 80 régiments de cette arme, dont 60 d'infanterie de ligne et 20 d'infanterie  légère. 

Provisoirement, les 40 premiers régiments de ligne étaient seuls organisés à 3 bataillons. Les régiments de ligne de 41 à 60 et les 20 régiments légers n'avaient chacun que 2 bataillons.
Une première phase de création de 7 nouveaux régiments ligne et de 1 régiment léger eut lieu en 1823, 1830 et 1831. Ainsi les 61e, 62e, 63e, 64e, 65e, 66e et 67e régiments d'infanterie de ligne furent créés ainsi que le 21e régiment d'infanterie légère.
 
Une seconde phase eut lieu en 1840 qui voit la création de 8 régiments de ligne et 4 régiments légers. Ces régiments sont les 68e, 69e, 70e, 71e, 72e, 73e, 74e et 75e régiments d'infanterie de ligne et les 22e, 23e, 24e et 25e régiments d'infanterie légère.
L'amalgame se fit de la manière suivante, :

## Infanterie de ligne

### 1er régiment
Le 1er régiment d'infanterie de ligne est formé, avec les 3 bataillons de la légion de l'Ain (1re légion)
Historique
Formé à Strasbourg, le 1er régiment d'infanterie de ligne fait la campagne de 1823 au 2e corps de l'armée d'Espagne et se distingue, le 28 juillet 1823, au combat de Campillo de Arenas puis à l'affaire de Jaën le 13 septembre suivant.

Durant les campagnes de 1824, 1825 et 1826, il fait partie du corps d'occupation d'Espagne.

Le régiment participe aux campagnes de 1837 à 1842 à l'armée d'Afrique et se distingue aux combats de Mizerghin (12 mars 1840), de Tem-Salmet (18 mars 1840), de l'Oued-el-Haehem (10 mai 1840) et du camp de Bridia (14 mai 1840) aux combats sous les murs de Mostaganem (nuit du 4 au 5 juillet 1841) aux combats contre les Beni-Menacer (6 et 7 juin 1842) et aux affaires des 30 août et 4 septembre 1842.

### 2e régiment
Le 2e régiment d'infanterie de ligne est formé avec les 3 bataillons la légion de l'Aisne (2e légion)
Historique
Formé à Calais, le 2e régiment d'infanterie de ligne fait la campagne de 1823 au 4e corps de l'armée d'Espagne et se distingue, le 16 juin 1823, au combat du bois de Pallau.

Durant les campagnes de 1824 et 1825, il est au corps de réserve de Perpignan.

Le régiment participe aux campagnes de 1842 à 1847 à l'armée d'Afrique et se distingue au combat de Bar-T'outa les 15 et 18 avril 1843.

### 3e régiment
Le 3e régiment d'infanterie de ligne est formé avec les 2 bataillons de la légion de l'Allier (3e légion) et les 2 bataillons de la légion de la Nièvre (57e légion).
Historique
Le 3e régiment d'infanterie de ligne fait la campagne de 1823 au 4e corps de l'armée d'Espagne et se distingue, le 9 juillet 1823, aux combats de Martorel et de Molins del Rey.

Durant les campagnes de 1824 et 1825 il est au corps de réserve de Perpignan.

Rattaché à l'armée d'Afrique, il fait partie du corps expéditionnaire contre la régence d'Alger et participe à la campagne de 1830 et se distingue lors de la prise de la position de Sidi-Ferruch le 14 juin, à la bataille de Staoueli 5 jours plus tard puis aux combats de Dely-Ibrahim le 24 du même mois et de Sidi Khalef le 29 juin. Il est ensuite au siège et à la prise d'Alger du 30 juin au 5 juillet 1830.

En 1849, il est à l'armée des Alpes.

### 4e régiment
Le 4e régiment d'infanterie de ligne est formé avec les 2 bataillons de la légion de l'Aube (9e légion) et les 2 bataillons de la légion des Deux-Sèvres (76e légion)
Historique
Le 4e régiment d'infanterie de ligne fait la campagne de 1823 au 2e corps de l'armée d'Espagne et se distingue, les 16 juin et 18 juillet 1823, aux combats d'Alcira et de Molins del Rey.

En 1832, durant la campagne des Dix-Jours, il est à l'armée du Nord et participe au siège et la prise de la citadelle d'Anvers le 25 décembre.

Le régiment participe aux campagnes de 1833 à 1834 à l'armée d'Afrique et se distingue lors de l'attaque du marabout entre Gouraya et Bougie, le 12 octobre 1833 puis lors de la défense des avant-postes de Bougie les 24 et 25 du même mois puis lors de l'expédition contre les Hadjoutes, du 19 au 22 mai 1834.

Le 24 juin 1848 le régiment quitte Versailles et arrive en renfort à Paris et prend part aux journées des 24, 25 et 26 contre les insurgés.

### 5e régiment
Le 5e régiment d'infanterie de ligne est formé avec les 2 bataillons de la légion de l'Aveyron (11e légion) et les 2 bataillons de la légion de la Drôme (24e légion).
Historique
Le 5e régiment d'infanterie de ligne fait la campagne de 1823 au 4e corps de l'armée d'Espagne et se distingue, le 17 mai 1823, lors du blocus de Figuières puis aux combats sous Pampelune (3 septembre), de Llado et de Llers les 15 et 16 septembre.

Il prend part à la révolution de Juillet 1830 contre les insurgés.

En 1832, durant la campagne des Dix-Jours, il est à l'armée du Nord et participe au siège et la prise de la citadelle d'Anvers le 25 décembre.

### 6e régiment
Le 6e régiment d'infanterie de ligne est formé, à Schlestadt, avec les 3 bataillons de la légion des Bouches-du-Rhône (12e légion).
Historique
Le 6e régiment d'infanterie de ligne fait la campagne de 1823 au 3e corps de l'armée d'Espagne.

De 1824 à 1828, il fait partie du corps d'occupation d'Espagne.

En 1830, rattaché à l'armée d'Afrique, il fait partie du corps expéditionnaire contre la régence d'Alger et participe à la campagne de 1830, ou il est fortement engagé et se distingue à la bataille de Staoueli (19 juin) aux combats de Dely Ibrahim et de Sidi-Kalef (24 et 29 juin), à la défense des redoutes de Bône (du 6 au 11 août) et combats devant Blida et du col de Mouzaïa (18 et 25 novembre).

De 1848 et 1849, il est affecté à l'armée des Alpes.

### 7e régiment
Le 7e régiment d'infanterie de ligne est formé, à Tours, avec les 3 bataillons de la légion du Calvados (13e légion).
Historique
Le 7e régiment d'infanterie de ligne fait la campagne de 1823 au 3e corps de l'armée d'Espagne et se distingue lors du combat de Mataro le 24 mai 1823, lors des combats sous Barcelone, les 9, 10 juillet et 30 septembre suivant puis au combat de Puerto de Miravete, le 30 septembre 1823.

De 1824 à 1828, il fait partie du corps d'occupation d'Espagne.

En 1832, il est à l'armée du Nord, lors de la révolution belge puis il participe, en 1832, durant la campagne des Dix-Jours, au siège et la prise de la citadelle d'Anvers le 25 décembre. 

En 1848 et 1849, il est affecté à l'armée des Alpes.

### 8e régiment
Le 8e régiment d'infanterie de ligne est formé avec les 2 bataillons de la légion du Cantal (14e légion) et les 2 bataillons de la légion de la Vendée (82e légion).
Historique
Le 8e régiment d'infanterie de ligne fait la campagne de 1823 au 4e corps de l'armée d'Espagne et se distingue lors des combats de Vich le 26 mai 1823, lors des combats sous Tarragone, le 28 juillet et  de Llado et de Llers les 15 et 16 septembre.

En 1828 et 1829, pendant la guerre d'indépendance grecque, il fait partie du corps de l'expédition de Morée ou il occupe et défend la ville et la citadelle de Navarin, le 6 octobre 1828, contre les troupes turques.

En 1832, il est à l'armée du Nord, lors de la révolution belge et participe au siège et la prise de la citadelle d'Anvers le 25 décembre.
 
Rattaché à l'armée d'Afrique, le régiment participe aux campagnes de 1847 à 1850, en Algérie et se distingue particulièrement lors du siège et de la prise de Zaatcha entre le 7 octobre et le 26 novembre 1849 après 51 jours de tranchées ouvertes et 2 assauts meurtriers.

### 9e régiment
Le 9e régiment d'infanterie de ligne est formé, à Toulouse, avec les 2 bataillons de la légion du Cher (17e légion) et les 2 bataillons de la légion de l'Indre (34e légion).
Historique
Le 9e régiment d'infanterie de ligne fait la campagne de 1823 au 3e corps de l'armée d'Espagne et se distingue lors des combats sous Pampelune (18 juillet et 3 septembre) et lors de l'attaque et de la prise du Trocadéro le 31 août.

De 1824 à 1828, il fait partie du corps d'occupation d'Espagne.

En 1833 et 1834, le régiment est affecté à la division des Pyrénées-Occidentales.

Le régiment participe aux campagnes de 1847 à 1850 à l'armée d'Afrique.

### 10e régiment
Le 10e régiment d'infanterie de ligne est formé avec les 2 bataillons de la légion de la Corrèze (18e légion) et les 2 bataillons de la légion de la Lozère (46e légion).
Historique
Le 10e régiment d'infanterie de ligne fait la campagne de 1823 au 5e corps de l'armée d'Espagne.

Durant les campagnes de 1824 à 1828, il fait partie du corps d'occupation d'Espagne.

### 11e régiment
Le 11e régiment d'infanterie de ligne est formé, à Paris, avec les 3 bataillons de la légion de la Côte-d'Or (19e légion).
Historique
Le 11e régiment d'infanterie de ligne fait la campagne de 1823 au 2e corps de l'armée d'Espagne et s'illustre lors du combat de Campillo de Arenas, le 28 juillet 1823.

En 1824 et 1825, il fait partie du corps d'occupation d'Espagne.

En 1833 et 1834, le régiment est affecté à la division des Pyrénées-Occidentales.

Le régiment participe aux campagnes de 1835 à 1838 à l'armée d'Afrique et s'illustre lors de l'expédition de Mascara du 25 novembre au 13 décembre 1855, à l'expédition de Tlemcen en janvier et février 1836, au combat de Beni-Mered le 7 mai 1836, au combat du camp de Ghelma le 24 mai 1837 et au siège et à la prise de Constantine du 6 au 15 octobre 1837.

### 12e régiment
Le 12e régiment d'infanterie de ligne est formé, à Metz, avec les 3 bataillons de la 1re légion des Côtes-du-Nord (20e légion).
Historique
Le 12e régiment d'infanterie de ligne fait la campagne de 1823 au 2e corps de l'armée d'Espagne puis à la division de l'escadre du contre-amiral des Rotours et s'illustre lors de prise du fort de Sancti Petri, le 20 septembre.

En 1824 et 1825, il fait partie du corps d'occupation d'Espagne.

En 1832, il est à l'armée du Nord, et participe durant la campagne des Dix-Jours, au siège et la prise de la citadelle d'Anvers. 

Le régiment prend part aux campagnes de 1837 à 1839 à l'armée d'Afrique et participe à l'expédition de Constantine puis prend ses quartiers au camp de Medjez-Ammar, en octobre 1837, ou il reste en garnison.
 
En 1848, le régiment est affecté à l'armée de Paris et prend part aux journées des 23, 24, 25 et 26 juin contre les insurgés.

En 1849, il est réaffecté à l'armée d'Afrique et retourne en Algérie.

### 13e régiment
Le 13e régiment d'infanterie de ligne est formé, à Rennes, avec les 3 bataillons de la légion de la Dordogne (22e légion).
Historique
Le 13e régiment d'infanterie de ligne fait la campagne de 1823 au 2e corps de l'armée d'Espagne.

Le régiment participe aux campagnes de 1836 à 1838 à l'armée d'Afrique et se distingue durant l'expédition contre les Hadjoutes (janvier à mars 1835) et au combat d'0uled-Mendil (30 novembre 1835).
 
En 1848 et 1849 le régiment est affecté à l'armée des Alpes et au corps expéditionnaire de la Méditerranée avec lequel il s'illustre lors du siège et la prise de Rome, du 4 juin au 3 juillet 1849.

### 14e régiment
Le 14e régiment d'infanterie de ligne est formé, à Saint-Omer, avec les 3 bataillons de la légion de l'Eure (25e légion).
Historique
Le 14e régiment d'infanterie de ligne fait la campagne de 1823 au 3e corps de l'armée d'Espagne et se distingue aux combats sous Pampelune (3 septembre).

Il fait partie du corps expéditionnaire contre la régence d'Alger et participe à la campagne de 1830 à l'armée d'Afrique et s'illustre lors de l'attaque et de la prise de la position de Sidi-Ferruch (14 juin), la bataille de Staoueli (19 juin), aux combats de Dely-Ibrahim et de Sidi-Kalef, (24 et 29 septembre), au siège et à la prise d'Alger (du 30 juin au 5 juillet), au combat et à la prise de Blida, et au combat du col de Mouzaïa (18 et 23 novembre).
 
En 1848 et 1849 le régiment est affecté à l'armée des Alpes.

### 15e régiment
Le 15e régiment d'infanterie de ligne  est formé, à Valenciennes, avec les 3 bataillons de la légion du Finistère (27e légion).
Historique
Le 15e régiment d'infanterie de ligne fait la campagne de 1823 au 1er corps de l'armée d'Espagne et se distingue dans les combats dans les Asturies le 22 juin.

De 1824 à 1828, il fait partie du corps d'occupation d'Espagne.

Il fait partie du corps expéditionnaire contre la régence d'Alger et participe aux campagnes de 1830 et 1831 à l'armée d'Afrique et s'illustre à la bataille de Staoueli (19 juin 1830), dans tous les engagements qui ont précédé la prise d'Alger (5 juillet) puis au combat et à la prise de Blida, au passage et au combat du col de Mouzaïa (18 et 23 novembre 1830), aux combats sur le plateau d'Ouara et sur le col de Mouzaïa (1er et 2 juillet 1831).
 
En 1848, le régiment est affecté à l'armée de Paris.

### 16e régiment
Le 16e régiment d'infanterie de ligne est formé, à Grenoble, avec les 3 bataillons de la légion du Gard (28e légion).
Historique
Le 16e régiment d'infanterie de ligne fait la campagne de 1823 au 5e corps de l'armée d'Espagne.

De 1824 à 1828, il fait partie du corps d'occupation d'Espagne et se distingue à l'affaire de Jorba et aux combats sous Tarragone, les 23 et 28 juillet 1825.

En 1828 et 1829, pendant la guerre d'indépendance grecque, il fait partie du corps de l'expédition de Morée et fait partie des troupes d'occupation de la ville et de la citadelle de Navarin en 1828.

Affecté à l'armée d'Afrique, le régiment participe aux campagnes de 1847 à 1851 durant lesquelles il prend une part brillante au siège de Zaatcha.

### 17e régiment
Le 17e régiment d'infanterie de ligne est formé, à Paris, avec les 3 bataillons de la légion de la Haute-Garonne (29e légion).
Historique
Le 17e régiment d'infanterie de ligne fait la campagne de 1823 à l'armée d'Espagne et se trouve le 19 juin 1823 dans les combats devant Saint-Sébastien.

Il fait partie du corps expéditionnaire contre la régence d'Alger et participe aux campagnes de 1830 et 1831 à l'armée d'Afrique et s'illustre lors combats de Dely-Ibrahim et de Sidi-Kalef (24 et 29 septembre), au siège et à la prise d'Alger (du 30 juin au 5 juillet), à l'expédition de l'Atlas, à la prise de Blida et de Médéa, du 17 au 19 novembre 1830.

De 1833 à 1838, il est affecté à la division des Pyrénées-Orientales.

En 1848 et 1849, il est affecté à l'armée des Alpes et au corps expéditionnaire de la Méditerranée et participe au siège et prise de Rome du 4 juin au 3 juillet 1849.

### 18e régiment
Le 18e régiment d'infanterie de ligne est formé avec les 2 bataillons de la légion du Gers (30e) et les 2 de celle des Landes (38e légion).
Historique
Le 18e régiment d'infanterie de ligne fait la campagne de 1823 à l'armée d'Espagne ou il se distingue, le 27 août, au combat d'Altafulla et le 29 septembre aux combats sous Tarragone.

En 1832 il est à l'armée du Nord ou le régiment participe, en décembre au siège et à la prise de la citadelle d'Anvers.

En 1848, le régiment est affecté à l'armée de Paris et prend part aux journées des 23, 24, 25 et 26 juin contre les insurgés.

### 19e régiment
Le 19e régiment d'infanterie de ligne est formé avec les 3 bataillons de la 1re légion de la Gironde (31e légion)
Historique
Le 19e régiment d'infanterie de ligne fait la campagne de 1823 au 4e corps de l'armée d'Espagne ou il se distingue, les 30 juillet et 12 septembre lors des combats sous Barcelone.

En 1824, il fait partie du corps d'occupation d'Espagne.

En 1832 il est à l'armée du Nord ou le régiment participe, en décembre au siège et à la prise de la citadelle d'Anvers.

De 1833 à 1838, il est affecté à la division des Pyrénées-Occidentales.

En 1848 et 1849, il est affecté à l'armée des Alpes.

### 20e régiment
Le 20e régiment d'infanterie de ligne est formé, à Ajaccio, avec les 3 bataillons de la légion de l'Hérault (32e légion).
Historique
Le 20e régiment d'infanterie de ligne fait la campagne de 1823 au 1er corps de l'armée d'Espagne et participe activement, le 17 avril, au combat de Logrono et, le 16 juillet, à l'affaire dans l'île de Léon.
De 1824 à 1828, il fait partie du corps d'occupation d'Espagne.

De 1830 à 1832, rattaché à l'armée d'Afrique, il fait partie du corps expéditionnaire contre la régence d'Alger et participe à la campagne de 1830, ou il se distingue lors de la prise de la position de Sidi-Ferruch le 14 juin, à la bataille de Staoueli 5 jours plus tard ou il s'empare de 20 pièces d'artillerie puis aux combats de Dely-Ibrahim le 24 du même mois et de Sidi Khalef le 29 juin. Il est ensuite au siège et à la prise d'Alger du 30 juin au 5 juillet 1830. Du 17 au 24 novembre suivant, il participe à l'expédition de l'Atlas, à la prise de Blida et de Médéa puis à sa défense contre les Kabyles, les 27, 28 et 29 du même mois. Le 1er juillet 1831, il s'illustre lors du combat sur le plateau d'Ouara.

En 1849, il est affecté au corps expéditionnaire de la Méditerranée et participe au siège et prise de Rome du 4 juin au 3 juillet 1849.

### 21e régiment
Le 21e régiment d'infanterie de ligne est formé, à Dijon, avec les 3 bataillons de la 1re légion d'Ille-et-Vilaine (33e légion).
Historique
Le 21e régiment d'infanterie de ligne fait la campagne de 1823 au 3e corps de l'armée d'Espagne et participe à divers combats dans les Asturies en particulier les 21 et 23 juin 1823.
 
De 1824 à 1825, il fait partie du corps d'occupation d'Espagne.

En 1830, rattaché à l'armée d'Afrique, il fait partie du corps expéditionnaire contre la régence d'Alger et participe à la campagne de 1830, et il se distingue à la bataille de Staoueli le 19 juin puis au siège et à la prise d'Alger du 30 juin au 5 juillet 1830.

En 1848, le régiment est affecté à l'armée de Paris et prend part aux journées des journées des 25 et 26 contre les insurgés.

### 22e régiment
Le 22e régiment d'infanterie de ligne est formé, à Dunkerque, avec les 3 bataillons de la légion de l'Isère (37e légion).
Historique
Le 22e régiment d'infanterie de ligne fait la campagne de 1823 au 1er corps de l'armée d'Espagne.
 
En 1832, durant la campagne des Dix-Jours, il est à l'armée du Nord et participe au siège et la prise de la citadelle d'Anvers le 25 décembre.

Le régiment participe aux campagnes de 1839 à 1845 à l'armée d'Afrique et se distingue en octobre et novembre 1839, lors de l'expédition des Portes de Fer, puis en avril à l'expédition contre les Ouamers, les 15 septembre et 1er décembre 1840 durant les combats au pied du col d'Ouled-Ibrahimet de  Merjazergah, ainsi qu'à la défense du camp d'El-Arrouch le 20 mai 1842. Le 22e Régiment prit part à diverses expéditions et se distingua dans tous les engagements qu'il eut à soutenir, contre les Arabes, de 1839 à 1843.

En 1848 et 1849, il est affecté à l'armée des Alpes.

### 23e régiment
Le 23e régiment d'infanterie de ligne est formé, à Bayonne, avec les 3 bataillons de la légion de la Loire-Inférieure (42e légion).
Historique
Le 23e régiment d'infanterie de ligne fait la campagne de 1823 au 1er corps de l'armée d'Espagne.
 
En 1830, rattaché à l'armée d'Afrique, il fait partie du corps expéditionnaire contre la régence d'Alger et participe aux campagnes de 1830 et 1831, s'illustrant au siège et à la prise d'Alger du 30 juin au 5 juillet 1830, au combat et prise de Blida et au combat du col de Mouzaïa, en  novembre de la même année.

En 1834 et 1835 il est affecté à la division des Pyrenées-Occidentales.

De 1836 à 1841 réaffecté à l'armée d'Afrique, il se distingue, le 6 juillet 1836 au combat de la Sickack, les 21, 22 et 23 septembre 1837 lors de  la défense du camp de Medjez-Ammar, en octobre et novembre 1839 à l'expédition des Bibans et au combat d'Oued-Lalleg, le 31 décembre suivant. En 1840, il est au combat de Beni Mered, à l'engagement sur la Chiffa, à l'attaque et prise du col de Mouzaïa, au combat du bois des Oliviers, au combat près du Chelif et au combat devant Médéa. Durant la campagne de 1841,ce corps se signala dans plusieurs engagements contre les Arabes et les Kabyles.

En 1848, le régiment est affecté à l'armée de Paris et prend part aux journées des 23, 24, 25 et 26 contre les insurgés.

### 24e régiment
Le 24e régiment d'infanterie de ligne est formé, à Lorient, avec les 3 bataillons de la légion de Maine-et-Loire (47e légion) .
Historique
Le 24e régiment d'infanterie de ligne fait la campagne de 1823 au 2e corps de l'armée d'Espagne et à la division de l'escadre du contre-amiral des Rotours et s'illustre lors du combat de Campillo-da-Arenas, le 28 juillet  puis lors de l'attaque et la prise du fort de Sancti Petri, le 20 septembre.

Le régiment participe aux campagnes de 1836 à 1842 à l'armée d'Afrique et a pris une part brillante dans tous les engagements partiels qu'il eut à soutenir contre les Arabes et les Kabyles, de 1836 à 1842. Il se distingue en 1836 au combat de la Sickack, en 1840 lors de l'expédition de Cherchel, de l'attaque et prise du col de Mouzaïa et au combat et à la prise de Miliana. En 1841, il s'illustre durant les combats de Chab-el-Gotta, contre les Kabyles, ainsi  qu'au combat du bois des Oliviers. 

En 1848, le régiment est affecté à l'armée de Paris et prend part aux journées des 23, 24, 25 et 26 juin contre les insurgés.

### 25e régiment
Le 25e régiment d'infanterie de ligne est formé, à Neuf-Brisach, avec les 3 bataillons de la 1re légion de la Manche (48e légion).
Historique
Le 25e régiment d'infanterie de ligne fait la campagne de 1823 au 3e corps de l'armée d'Espagne.

En 1832, durant la campagne des Dix-Jours, il est à l'armée du Nord et participe au siège et la prise de la citadelle d'Anvers le 25 décembre.

### 26e régiment
Le 26e régiment d'infanterie de ligne est formé, à Paris, avec les 3 bataillons de la légion du Morbihan (55e légion).
Historique
Le 26e régiment d'infanterie de ligne fait la campagne de 1823 à l'armée d'Espagne avec laquelle il se distingue lors des combats sous Barcelone, le 10 septembre 1823.

Le régiment participe aux campagnes de 1837 à 1845 à l'armée d'Afrique. Le régiment participe et se distingue, en octobre 1837, lors de la seconde expédition de Constantine puis le 13 août 1840  durant les combats contre les Sancudjahs. En 1841 il s'illustre, le 3 mai durant le combat sous Miliana, les 4 et 5 du même mois durant les combats du pont du Chelif (El Kantara) et les Beni-Zug-Zug, le 8 octobre durant le combat de Chab-el-Gotta et le 29 octobre au combat du bois des Oliviers. Le 11 mars il est au combat dans le défilé de Keff, le 29 avril au combat dans le défilé de Bad-Taza et les 19 et 20 septembre suivant, dans l'Ouarensenis. Le 12 mai 1842, il se distingue lors du combat de Taourgha et le 17 mai au combat d'Ouarez-Eddin. Les 27 et 28 octobre 1845, le régiment s'illustre durant l'expédition contre les Flissa-el-Bahr. Indépendamment des faits d'armes qui viennent d'être rapportés, le 26e de ligne se signala dans les diverses expéditions auxquelles il prit part de 1837 à 1844

En 1848, le régiment est affecté à l'armée de Paris et prend part aux journées de Juin contre les insurgés.

### 27e régiment
Le 27e régiment d'infanterie de ligne est formé, à Strasbourg, avec les 3 bataillons de la légion de la Moselle (56e légion).
Historique
Le 27e régiment d'infanterie de ligne fait la campagne de 1823 au 1er corps de l'armée d'Espagne et se distingue le 16 juillet, à l'affaire dans l'île de Léon.

De 1824 à 1828, il fait partie du corps d'occupation d'Espagne.

En 1828, pendant la guerre d'indépendance grecque, il fait partie du corps de l'expédition de Morée ou il occupe et défend la ville et la citadelle de Navarin, le 6 octobre 1828, contre les troupes turques.

### 28e régiment
Le 28e régiment d'infanterie de ligne est formé, à Clermont, avec les 3 bataillons de la 1re légion du Nord (58e légion).
Historique
Le 28e régiment d'infanterie de ligne fait la campagne de 1823 au 1er corps de l'armée d'Espagne.

Rattaché à l'armée d'Afrique, il fait partie du corps expéditionnaire contre la régence d'Alger et participe à la campagne de 1830 et se distingue lors de la prise de la position de Sidi-Ferruch le 14 juin, à la bataille de Staoueli 5 jours plus tard puis aux combats de Dely-Ibrahim le 24 du même mois et de Sidi Khalef le 29 juin. Il est ensuite au siège et à la prise d'Alger du 30 juin au 5 juillet 1830. Il s'illustre également lors du combat et prise de Blida, le 18 novembre 1830 puis durant le combat sur le plateau d'Ouara, le 1er juillet 1831.

En 1848, le régiment quitte ses cantonnements de Rouen pour venir au secours de la capitale. Il arrive à Paris le 24 juin et prend part aux journées des 25 et 26 juin contre les insurgés.

### 29e régiment
Le 29e régiment d'infanterie de ligne est formé, à Verdun, avec les 3 bataillons de la 2e légion du Nord (58e légion bis) à Verdun.
Historique
Le 29e régiment d'infanterie de ligne fait la campagne de 1823 au 2e corps de l'armée d'Espagne.

En 1824 à 1827, il fait partie du corps d'occupation d'Espagne.

En 1828, pendant la guerre d'indépendance grecque, il fait partie du corps de l'expédition de Morée et se distingue, le 14 octobre, lors de la prise de Patras puis le 30 octobre lors de la prise du château de Morée.

Rattaché à l'armée d'Afrique, il fait partie du corps expéditionnaire contre la régence d'Alger et participe à la campagne de 1830 et se distingue le 19 juin  à la bataille de Staoueli puis au combat de Sidi Khalef le 29 juin. En novembre et décembre de la même année, il s'illustre lors de l'expédition de l'Atlas et la prise de Médéa .

En 1848, le régiment quitte ses cantonnement de Vincennes pour venir au secours de la capitale. Il entre dans Paris le 24 juin et prend part aux journées des 24, 25 et 26 juin contre les insurgés.

### 30e régiment
Le 30e régiment d'infanterie de ligne est formé, à Saint-Malo, avec les 3 bataillons de la légion de l'Oise (59e légion) .
Historique
Le 30e régiment d'infanterie de ligne fait la campagne de 1823 au 1er corps de l'armée d'Espagne.

Rattaché à l'armée d'Afrique, il fait partie du corps expéditionnaire contre la régence d'Alger et participe à la campagne de 1830 et se distingue, le 24 juin, aux combats de Dely-Ibrahim et de Sidi Khalef le 29 juin. En novembre et décembre de la même année, il s'illustre lors des expéditions de Blida et de l'Atlas et la prise de Médéa ainsi qu'au combat sur le plateau d'Ouara le 1er juillet 1831.

En 1848 et 1849, il est affecté à l'armée des Alpes.

### 31e régiment
Le 31e régiment d'infanterie de ligne est formé, à la Rochelle, avec les 3 bataillons de la légion de l'Orne (60e légion).
Historique
Le 31e régiment d'infanterie de ligne fait la campagne de 1823 au 4e corps de l'armée d'Espagne avec lequel il se distingue, le 27 août 1823, lors de l'affaire d'Altafulla, sous Tarragone.

Rattaché à l'armée d'Afrique, participe aux campagnes de 1840 à 1847 de la conquête de l'Algérie par la France. Le régiment se distingue particulièrement en 1841 durant l'expédition contre la tribu des Beni-Ouelbar, puis le 7 juin 1842, lors du combat contre les Banenchas et lors d'un engagement contre les Kabyles, le 18 mai 1843.

En 1848 et 1849, il est affecté à l'armée des Alpes.

### 32e régiment
Le 32e régiment d'infanterie de ligne est formé, à Metz, avec les 3 bataillons de la 1re légion du Pas-de-Calais (61e légion).
Historique
Le 32e régiment d'infanterie de ligne fait la campagne de 1823 à l'armée d'Espagne avec lequel il se distingue, les 15 juillet et 12 septembre, lors des affaires en avant de Barcelone.

Rattaché à l'armée d'Afrique, il participe aux campagnes de 1842 à 1847 de la conquête de l'Algérie par la France. Le régiment se distingue particulièrement en 1843 lors de l'expédition dans l'Oued-Ghrebel, en mars, puis en avril et mai durant les expéditions d'El-Esnam et de Tenez et la razzia sur les Flittas révoltés.  En mai, juin et juillet 1843 il participe à l'expédition dans l'Ouarensenis, au combat de Zamora contre les Flittas. En 1845, il se distingue lors de l'expédition contre le Maroc et à la bataille d'Isly, le 11 août.

En 1848 et 1849, il est affecté à l'armée des Alpes.

### 33e régiment
Le 33e régiment d'infanterie de ligne est formé, à Toulon, avec les 3 bataillons de la légion du Puy-de-Dôme (62e légion).
Historique
Le 33e régiment d'infanterie de ligne fait la campagne de 1823 au 5e corps de l'armée d'Espagne.

Rattaché à l'armée d'Afrique, participe aux campagnes de 1841 à 1847 de la conquête de l'Algérie par la France. Le régiment se distingue particulièrement en juillet 1842 lors de l'expédition dans la province de Tittery, puis lors de l'expédition dans l'Ouarensenis en novembre et décembre de la même année. En mars 1843 il participe à l'expédition contre les Beni-Djaad et les Nezlouia, dans la province de Tittery ainsi qu'à la prise de la Smala d'Abd-el-Kader le 16 mai 1843.

En 1849 le régiment fait partie du corps expéditionnaire de la Méditerranée et se distingue durant le siège et prise de Rome, du 4 juin au 5 juillet.

### 34e régiment
Le 34e régiment d'infanterie de ligne est formé, à Lille, avec les 3 bataillons de la légion du Bas-Rhin (66e légion).
Historique
Le 34e régiment d'infanterie de ligne fait la campagne de 1823 au 1er corps de l'armée d'Espagne.

De 1824 à 1828, il fait partie du corps d'occupation d'Espagne.

Rattaché à l'armée d'Afrique, il fait partie du corps expéditionnaire contre la régence d'Alger et participe à la campagne de 1830, ou il se distingue lors du siège et à la prise d'Alger du 30 juin au 5 juillet 1830 puis le 23 juillet à l'expédition de Blida, du 17 au 29 novembre suivant et enfin il participe, à l'expédition de l'Atlas, à la prise de Blida et de Médéa contre les Kabyles et les Arabes.

En 1833 et 1834, il est affecté à la division des Pyrénées-Orientales.

En 1848, le régiment est affecté à l'armée de Paris. Le régiment quitte ses cantonnements de Melun pour venir au secours de la capitale. Il arrive à Paris le 24 juin et prend part aux journées des 25 et 26 juin contre les insurgés.

### 35e régiment
Le 35e régiment d'infanterie de ligne est formé, à Paris, avec les 3 bataillons de la légion du Haut-Rhin (67e légion).
Historique
Le 35e régiment d'infanterie de ligne fait la campagne de 1823 au 1er corps de l'armée d'Espagne.

De 1824 à 1827, il fait partie du corps d'occupation d'Espagne.

En 1828, pendant la guerre d'indépendance grecque, il fait partie du corps de l'expédition de Morée ou il s'illustre lors de la prise de Modon et de Coron les 7 et 8 octobre 1828.

Rattaché à l'armée d'Afrique, il fait partie du corps expéditionnaire contre la régence d'Alger et participe à la campagne de 1830, ou il se distingue au combat du camp de Sidi-Ferruch du 24 au 29 juin puis au siège et à la prise d'Alger du 30 juin au 5 juillet 1830. Il participe ensuite, du 17 au 29 novembre à l'expédition de l'Atlas et à la prise de Blida le 18 novembre.

### 36e régiment
Le 36e régiment d'infanterie de ligne est formé, à Thionville, avec les 3 bataillons de la légion de Saône-et-Loire (70e légion).
Historique
Le 36e régiment d'infanterie de ligne fait la campagne de 1823 au 1er corps de l'armée d'Espagne avec lequel il se distingue le  16 juillet durant le combat devant l'île de Léon puis le 31 août lors de l'attaque et la prise du Trocadero.

De 1824 à 1828, il fait partie du corps d'occupation d'Espagne.

En 1832, il est affecté au corps d'observation de la Meuse.

Rattaché à l'armée d'Afrique, il participe aux campagnes de 1844 à 1848 de la conquête de l'Algérie par la France. 

En 1849 le régiment fait partie du corps expéditionnaire de la Méditerranée et se distingue durant le siège et prise de Rome, du 4 juin au 5 juillet.

### 37e régiment
Le 37e régiment d'infanterie de ligne est formé, à Cherbourg, avec les 3 bataillons de la légion de la Sarthe (71e légion).
Historique
Le 37e régiment d'infanterie de ligne fait la campagne de 1823 à l'armée d'Espagne.

De 1824 et 1825, il fait partie du corps d'occupation d'Espagne.

Rattaché à l'armée d'Afrique, il fait partie du corps expéditionnaire contre la régence d'Alger et participe à la campagne de 1830, s'illustre lors de l'attaque et de la prise de la position de Sidi-Ferruch le 14 juin, à la bataille de Staoueli le 19 juin, aux combats de Dely-Ibrahim et de Sidi-Kalef, les 24 et 29 septembre, au siège et à la prise d'Alger du 30 juin au 5 juillet  puis lors de l'expédition de l'Atlas, du 17 au 29 novembre suivant, puis à la prise de Blida et de Médéa. Le 37e se fit particulièrement remarquer au passage de l'Atlas et au combat du col de Mouzaïa le 25 novembre.

En 1832, le régiment est affecté au corps d'observation de la Meuse.

### 38e régiment
Le 38e régiment d'infanterie de ligne est formé, à Douai, avec les 3 bataillons de la légion de Seine-et-Oise (74e légion).
Historique
Le 38e régiment d'infanterie de ligne fait la campagne de 1823 au 1er corps de l'armée d'Espagne, avec lequel il s'illustre lors du combat de Calaf, le 25 juillet 1823.

Affecté à l'armée d'Afrique il participe aux campagnes de 1845 à 1850 contre la régence d'Alger et s'illustre lors du siège et de la prise de Zaatcha en 1849. 

### 39e régiment
Le 39e régiment d'infanterie de ligne est formé, à Nancy, avec les 3 bataillons de la 1re légion de la Seine-Inférieure (75e légion).
Historique
Le 39e régiment d'infanterie de ligne fait la campagne de 1823 au 2e corps de l'armée d'Espagne, avec lequel il s'illustre lors du combat de Jaén, le 13 septembre 1823.

En 1832 il est à l'armée du Nord ou le régiment participe, en décembre au siège et à la prise de la citadelle d'Anvers.

En 1848, le régiment est affecté à l'armée de Paris et prend part aux journées des 23, 24, 25 et 26 juin contre les insurgés.

### 40e régiment
Le 40e régiment d'infanterie de ligne est formé, à Wissembourg, avec les 3 bataillons de la légion de la Somme (77e légion).
Historique
Le 40e régiment d'infanterie de ligne fait la campagne de 1823 au 5e corps de l'armée d'Espagne.

De 1824 à 1827, il fait partie du corps d'occupation d'Espagne.

### 41e régiment
Le 41e régiment d'infanterie de ligne est formé avec les bataillons de la légion de l'Aube (10e légion) et de la 2e d'Ille-et-Vilaine (33e légion bis).
Historique
Le 41e régiment d'infanterie de ligne fait la campagne de 1823 au 5e corps de l'armée d'Espagne.

Rattaché à l'armée d'Afrique, il participe aux campagnes de 1839 à 1847 de la conquête de l'Algérie par la France. En 1840, il se distingue, le 10 mai, durant le combat sur les hauteurs de la rive gauche de l'Oued-el-Hachem puis lors de l'attaque et prise du col de Mouzaia et combat de Bridia, les 12 et 14 du même mois. En 1841, du 18 mai au 5 juin, il s'illustre durant l'expédition et la prise de Tagdempt, puis en 1842 lors de l'expédition sur Tlemcen contre Abd-el-Kader, le 20 mars, et durant celle contre les Flittas, en novembre et décembre de la même année. En mai, juin et juillet 1843, il participe à l'expédition dans l'Ouarensenis et se distingue lors du combat dans la vallée du Haut-Rihou, le 19 juin, puis l'année suivante, en août 1844 durant l'expédition contre le Maroc et à la bataille d'Isly puis le 3 octobre 1845 lors de la défense du poste de Sebdou, durant le combat chez les Traras, les 13 et 15 du même mois. Le 41e régiment se signala, en outre, dans diverses expéditions et razzias contre les Arabes.

### 42e régiment
Le 42e régiment d'infanterie de ligne est formé avec les bataillons de la légion de la Charente (15e légion).
Historique
En 1828, pendant la guerre d'indépendance grecque, il fait partie du corps de l'expédition de Morée durant laquelle il s'illustre, le 14 octobre, lors de la prise de Patras puis le 30 octobre lors du siège et la prise du château de Morée.

En 1849 le régiment est affecté à l'armée des Alpes.

### 43e régiment
Le 43e régiment d'infanterie de ligne est formé avec les bataillons de la légion de la Charente-Inférieure (16e légion) et de la 2e de la Manche (48e légion bis).
Historique
Rattaché à l'armée d'Afrique, il participe aux campagnes de 1844 à 1848 de la conquête de l'Algérie par la France. Il s'illustre du 16 juillet au 26 novembre, durant le siège et la prise de Zaatcha 

### 44e régiment
Le 44e régiment d'infanterie de ligne est formé avec les bataillons de la légion du Doubs (23e légion) et de la 2e du Pas-de-Calais (61e légion bis).
Historique
Rattaché à l'armée d'Afrique, il participe aux campagnes de 1844 à 1850 de la conquête de l'Algérie par la France. 

### 45e régiment
Le 45e régiment d'infanterie de ligne est formé avec les bataillons de la légion d'Eure-et-Loir (26e légion)
Historique
Le 45e régiment d'infanterie de ligne fait les campagnes de 1826 à 1832 à la Martinique.

En 1848, le régiment est affecté à l'armée de Paris et prend part aux journées des 23, 24, 25 et 26 juin contre les insurgés. 

### 46e régiment
Le 46e régiment d'infanterie de ligne est formé avec les bataillons de la légion d'Indre-et-Loire (35e légion). 
Historique
En 1828, pendant la guerre d'indépendance grecque, le 46e régiment d'infanterie de ligne fait partie du corps de l'expédition de Morée ou il s'illustre lors de la prise de Modon et de Coron les 7 et 8 octobre 1828.

### 47e régiment
Le 47e régiment d'infanterie de ligne est formé avec les bataillons de la légion de Loir-et-Cher (39e légion) et de la 2e de la Seine (72e légion bis).
Historique
Le 47e régiment d'infanterie de ligne fait les campagnes de 1833 et 1834 à la division des Pyrénées-Orientales.

Rattaché à l'armée d'Afrique, il participe aux campagnes de 1835 à 1839 de la conquête de l'Algérie par la France ou il se distingue, lors de l'expédition de Mascara, du 25 novembre au 15 décembre 1835, puis en 1836 au combat de la Sickack (6 juillet), au combat de Madéra (12 octobre) et à la défense du poste de la Tafna (8 novembre). En 1837, le régiment s'illustre à la défense du camp de la Medjezammer, les 22 et 23 septembre puis à l'attaque et prise de Constantine, le 15 octobre suivant. En outre ce corps se signala dans diverses expéditions et engagements partiels contre les Arabes.

### 48e régiment
Le 48e régiment d'infanterie de ligne est formé avec les bataillons de la légion du Loiret (43e légion).
Historique
Le 48e régiment d'infanterie de ligne fait les campagnes de 1826 à 1827 à la Guadeloupe.

Rattaché à l'armée d'Afrique, il fait partie du corps expéditionnaire contre la régence d'Alger et participe à la campagne de 1830 et se distingue lors de la bataille de Staoueli 19 juin et au siège et à la prise d'Alger du 30 juin au 5 juillet 1830.

De 1833 à 1836, le régiment est affecté à la division des Pyrénées-Orientales.

De 1837 à 1844, le régiment est une nouvelle fois rattaché à l'armée d'Afrique avec laquelle il se distingue lors de la défense de Boudouaou, le 26 mai 1837, contre des forces supérieures. Du 18 au 20 avril 1840 il participe à l'expédition sur le Fondouk, au combat de l'Oued-Ger, le 30 avril, puis le 12 mai à l'attaque et à la prise du col de Mouzaïa et au combat du bois des Oliviers le 30 mai de la même année. Le 5 octobre 1842, il prend part à un combat contre les Kabyles, avant de se couvrir de gloire lors de l'expédition dans l'Ouarensenis, en novembre et décembre 1842. En 1844 le 48e prend part au combat de Taourgha, le 12 mai, à celui d'Ouarez-Eddin le 15 mai ainsi qu'à l'expédition contre le Maroc et à la bataille d'Isly, le 11 août 1844. De 1837 à 1844, le 48e de ligne prit part à toutes les opérations dirigées contre les Arabes et se signala dans les diverses expéditions auxquelles il assista.

En 1848, le régiment est affecté à l'armée de Paris et prend part aux journées des 23, 24, 25 et 26 juin contre les insurgés.

### 49e régiment
Le 49e régiment d'infanterie de ligne est formé avec les bataillons de la légion du Lot (44e légion) et de la 2e de la Gironde (31e légion bis).
Historique
Le 49e régiment d'infanterie de ligne fait les campagnes de 1824 à 1828 à la Martinique.

En 1830, rattaché à l'armée d'Afrique, il fait partie du corps expéditionnaire contre la régence d'Alger et participe à la campagne de 1830, s'illustrant à la bataille de Staoueli, le 19 juillet, au siège et à la prise d'Alger du 30 juin au 5 juillet 1830, à l'expédition et à la prise de Bône le 2 août puis à la défense des redoutes de Bône du 6 au 11 août.

### 50e régiment
Le 50e régiment d'infanterie de ligne est formé avec les bataillons de la légion de Lot-et-Garonne (45e légion) et de la 2e de Seine-Inférieure (75e légion bis).
Historique
En 1848 et 1849 le régiment est affecté à l'armée des Alpes et au corps expéditionnaire de la Méditerranée avec lequel il s'illustre lors du siège et la prise de Rome, du 4 juin au 3 juillet 1849.

### 51e régiment
Le 51e régiment d'infanterie de ligne est formé avec les bataillons de la légion de la Marne (49e légion)
Historique
Le 51e régiment d'infanterie de ligne fait les campagnes de 1825 à 1832 à la Guadeloupe.

Rattaché à l'armée d'Afrique, il participe aux campagnes de 1846 à 1850 de la conquête de l'Algérie par la France et s'illustre lors de l'expédition de Kabylie et du siège de Zaatcha en 1849.

En 1854, affecté au corps expéditionnaire de la Baltique, durant la guerre de Crimée, il contribue à la prise de Bomarsund.

### 52e régiment
Le 52e régiment d'infanterie de ligne est formé, à Avesnes, avec les bataillons de la légion de la Meurthe (52e légion).
Historique
En 1825 et 1826, le 2e bataillon fait partie du corps d'occupation d'Espagne.

En 1832 le régiment est à l'armée du Nord ou il participe, en décembre au siège et à la prise de la citadelle d'Anvers.

En 1848, le régiment est affecté à l'armée de Paris. Le régiment quitte ses cantonnements de Versailles pour venir au secours de la capitale. Il arrive à Paris le 24 juin au matin et prend part aux journées des 24, 25 et 26 juin contre les insurgés.

### 53e régiment
Le 53e régiment d'infanterie de ligne est formé avec les bataillons de la légion de la Meuse (53e légion).
Historique
Rattaché à l'armée d'Afrique, le régiment participe aux campagnes de 1840 à 1847, en Algérie et se distingue particulièrement, dans la province de Tittery, dans les divers engagements qu'il eut à soutenir contre les Arabes, les 3 avril, 3, 4 et 5 mai 1841 puis durant l'expédition dans l'Ouarensenis en novembre et décembre 1842, lors de la razzia du camp de Theniet El Had, sur les Beni-Meda, le 29 juin 1843, au combat d'Ouarez-Eddin, le 17 mai 1844 puis durant l'expédition contre le Maroc, la bataille d'Isly le 11 août 1844 et l'expédition contre les Flitta-el-Bahr, du 17 au 28 octobre de la même année.

En 1848 et 1849, il est affecté à l'armée des Alpes.

### 54e régiment
Le 54e régiment d'infanterie de ligne est formé avec les bataillons de la légion du Rhône (68e légion).
Historique
En 1828, pendant la guerre d'indépendance grecque, il fait partie du corps de l'expédition de Morée et se distingue, le 14 octobre, lors de la prise de Patras puis le 30 octobre lors de la prise du château de Morée.

### 55e régiment
Le 55e régiment d'infanterie de ligne est formé, à Belfort, avec les bataillons de la 1re légion de la Seine (72e légion).
Historique
Le régiment fait les campagnes de 1824 à 1826 au corps de réserve de Bayonne.

Rattaché à l'armée d'Afrique, participe aux campagnes de 1833 et 1833 de la conquête de l'Algérie par la France ou il distingue le 15 mars 1833 lors d'un combat en avant de Bône, puis durant l'expédition contre les Ouled Attia, le 22 avril suivant.
 
En 1848, le régiment est affecté à l'armée de Paris et prend part aux journées contre les insurgés.

### 56e régiment
Le 56e régiment d'infanterie de ligne est formé avec les bataillons de la légion de Seine-et-Marne (73e légion).
Historique
En 1826 à 1828, le 1er bataillon fait partie du corps d'occupation d'Espagne.

Rattaché à l'armée d'Afrique, le régiment participe aux campagnes de 1841 à 1847, en Algérie et se distingue particulièrement, du 18 mai au 5 juin 1841 durant l'expédition de Tagdempt, puis du 6 au 14 mars 1842 lors de l'expédition de Tlemcen contre Abd-el-Kader, le 6 mars 1843 dans les combats contre les Kabyles et durant l'expédition au sud de Mascara en mai et juin de la même année puis le 21 mai 1843 durant la razzia sur Beni-Meniarennes-Thoutat et le combat de Djeda contre Abd-el-Kader le 22 juin de la même année.

En 1848 et 1849, il est affecté à l'armée des Alpes.

### 57e régiment
- Le 57e régiment d'infanterie de ligne est formé avec les bataillons de la légion du Tarn (78e légion).

Historique
Le 57e régiment d'infanterie de ligne fait les campagnes de 1823 à 1826 à la Martinique.

En 1831 et 1832, le 1er bataillon fait partie du corps d'occupation de Morée.

En 1833 à 1837, le régiment est affecté à la division des Pyrénées-Occidentales.

En 1848, le régiment est affecté à l'armée de Paris et prend part aux journées contre les insurgés.

### 58e régiment
Le 58e régiment d'infanterie de ligne est formé avec les bataillons de la légion de Tarn-et-Garonne (79e légion).
Historique
En 1828, pendant la guerre d'indépendance grecque, le 58e régiment d'infanterie de ligne fait partie du corps de l'expédition de Morée ou il s'illustre lors de la prise de Modon et de Coron les 7 et 8 octobre 1828.

En 1832 le régiment est à l'armée du Nord ou il participe, en décembre au siège et à la prise de la citadelle d'Anvers.

De 1837 à 1839, le régiment est affecté à la division des Pyrénées-Orientales.

Rattaché à l'armée d'Afrique, il participe aux campagnes de 1846 à 1850 de la conquête de l'Algérie par la France et s'illustre, en avril et mai 1840, lors de l'expédition de Médéa et au combat de l'Oued-Ger, le 30 avril. Le 12 mai de cette année, ce régiment, qui faisait partie de l'arrière-garde, soutint, au pied du col de Mouzaïa, plusieurs combats contre les Kabyles. Il participe, en mai et juin 1843, à l'expédition dans l'ouest de l'Ouarensenis; le 17 mai 1844 au combat d'Ouarez-Eddin; du 17 au 18 octobre 1845 à l'expédition contre les Flissa-el-Bahr. Le 58e de ligne se fit remarquer dans plusieurs expéditions et dans les différents combats qu'il eut à soutenir contre les Arabes et les Kabyles.

### 59e régiment
Le 59e régiment d'infanterie de ligne est formé avec les bataillons de la légion de la Vienne (83e légion) et de la 2e des Côtes-du-Nord (20e légion bis).
Historique
Rattaché à l'armée d'Afrique, le 59e régiment d'infanterie de ligne participe aux campagnes de 1841 à 1847 de la conquête de l'Algérie par la France. En 1833, le régiment se distingue, le 22 septembre, lors de la prise des forts et des approches de Bougie sur les Kabyles et les 24 et 25 octobre suivant, il contribue à repousser les attaques des Arabes. En novembre 1836, il fait partie de la première expédition de Constantine, et se fait remarquer dans plusieurs combats partiels contre les Kabyles.

En 1848, le régiment est affecté à l'armée de Paris et prend part aux journées des 23, 24, 25 et 26 juin contre les insurgés.

### 60e régiment
- Le 60e régiment d'infanterie de ligne est formé avec les bataillons de la légion de l'Yonne (88e légion).

Historique
Le 60e régiment d'infanterie de ligne fait la campagne de 1823 au 5e corps de l'armée d'Espagne. Il se distingue durant les combats sous Barcelone, les 9, 10 et 13 juillet 1823, lors des combats de Jorba et  ceux sous Tarragone, les 25 et 28 du même mois puis au combat de Caldès, le 14 août suivant.

### 61e régiment
Le 61e régiment d'infanterie de ligne est créé par ordonnance du 2 février 1823.
Historique
Le 61e régiment d'infanterie de ligne fait la campagne de 1832 à l'armée du Nord ou il participe, en décembre au siège et à la prise de la citadelle d'Anvers.

Rattaché à l'armée d'Afrique, il participe aux campagnes de 1837 à 1846 de la conquête de l'Algérie par la France. En 1840, le régiment se distingue aux combats de Merjazergha, le 1er septembre puis au col d'Ouled-lbrahim, le 13 septembre. Pendant toute la durée des campagnes de 1840 à 1844, des détachements de ce régiment prirent part à diverses expéditions et soutinrent plusieurs combats contre les tribus arabes.

En 1848, le régiment est affecté à l'armée de Paris et prend part aux journées des 23, 24, 25 et 26 juin contre les insurgés.

### 62e régiment
Le 62e régiment d'infanterie de ligne est créé par ordonnance du 2 février 1823.
Historique
Rattaché à l'armée d'Afrique, il participe aux campagnes de 1836 à 1841 de la conquête de l'Algérie par la France. En 1836, le régiment se distingue durant les combats dans la province d'Oran, le 12 juin puis lors du combat de la Sickack, le 6 juillet suivant puis  à l'expéditionde Constantine, en novembre de la même année. Le 10 décembre 1839 il combat entre le camp de l'Arba et le cours de l'Arach et se fait remarquer dans les diverses expéditions auxquelles il prit
part et dans toutes ses rencontres avec l'ennemi.

### 63e régiment
Le 63e régiment d'infanterie de ligne est créé par ordonnance du 2 février 1823.
Historique
Rattaché à l'armée d'Afrique, il participe aux campagnes de 1835 à 1839 de la conquête de l'Algérie par la France. En 1835, le régiment se distingue, en octobre, novembre et décembre, durant l'expédition dans la Mitidja et dans la province d'Oran, en avril 1836 durant le passage et le combat du col de Mouzaïa, en novembre de la même année pendant l'expédition de Constantine ou pendant la retraite du corps expéditionnaire le 63e se distingue à l'arrière-garde.

### 64e régiment
Le 64e régiment d'infanterie de ligne est créé par ordonnance du 2 février 1823.
Historique
Rattaché à l'armée d'Afrique, il participe aux campagnes de 1841 à 1847 de la conquête de l'Algérie par la France. Le régiment se distingue lors d'un combat d'arrière-garde, le 5 juin 1842, puis durant un combat contre les Kabyles, le 5 octobre suivant, un combat nocturne, dans le nord de Miliana, les 10 et 11 du même mois, lors de l'expédition dans l'Ouarensenis et d'un combat contre les Arabes, le 9 décembre 1842. En février 1843, il se distingue durant l'expédition contre les Beni-Ferruch et les Beni-Menacer puis lors de l'expédition dans l'ouest de l'Ouarensenis, en mai et juin, et durant prise de la Smala d'Abd-el-Kader, le 16 mai de la même année.

### 65e régiment
Le 65e régiment d'infanterie de ligne est créé par ordonnance du 17 août 1830.
Historique
En 1832 le régiment est à l'armée du Nord ou il participe, en décembre au siège et à la prise de la citadelle d'Anvers.

### 66e régiment
Le 66e régiment d'infanterie de ligne est créé par ordonnance du 17 août 1830.
Historique
En 1832,  durant la crise d'Italie, les 1er et 2e bataillons du 66e régiment d'infanterie de ligne font partie l'expédition d'Ancône. Partis du port de Toulon le 7 février 1832, les 2 bataillons débarquent le 22 du même mois à Ancône et s'emparent le lendemain de la citadelle.
 
En 1833 à 1838, les 1er et 2e bataillons du régiment font partie du corps d'occupation d'Ancône.

Les 3e et 4e bataillons du 66e régiment d'infanterie de ligne, sont rattachés à l'armée d'Afrique, avec laquelle ils participent aux campagnes de 1832 à 1836, en Algérie. En 1832, les 2 bataillons ont pris part à défense du parc d'Oran, le 23 octobre, et au combat de Sidi-Chabal, le 10 novembre suivant puis le 8 mai 1833 au combat de Sidi-Kaddour-Deby, à l'expédition et la prise de Mostaganem le 28 juillet suivant et à sa défense de Mostaganem le 5 août de la même année et aux combats sur le lac de Sebgha et de Tamezuat, les 9 octobre et 5 décembre 1833. Ces 2 bataillons s'illustent durant les combats de Mouly-Ismaël et de la Macla les 26 et 28 juin 1835, lors de l'expédition de Tlemcen, en janvier et février 1836 et pendant le combat du mont Telgoat, le 25 août de la même année. Plusieurs détachements
des 3e et 4e bataillons se distinguèrent, en Afrique, dans diverses expéditions partielles, et prirent une part glorieuse dans tous les engagements qu'ils eurent à soutenir.

En 1848 et 1849, le régiment est affecté à l'armée des Alpes et au corps expéditionnaire de la Méditerranée avec lequel il s'illustre lors du siège et la prise de Rome, du 4 juin au 3 juillet 1849.

### 67e régiment
Le 67e régiment d'infanterie de ligne est formé à Alger par ordonnance du 4 mai 1831, des volontaires parisiens du régiment de la Charte.
Historique
Rattaché à l'armée d'Afrique, le 67e de ligne  participe aux campagnes de 1831 à 1835 de la conquête de l'Algérie par la France. En 1831, le régiment s'illustre durant l'expédition de Médéa, le combat sur le plateau d'Ouara, le 1er juillet 1831, le combat de Bouffarick, le 2 octobre 1832, l'affaire du défilé de Bouffarick, les 3 et 4 mai 1833, les combats sous les murs de Bougie, les 5 et 8 décembre 1834 et l'expédition contre les Hadjoutes en janvier 1835.

En 1848 et 1849, il est affecté à l'armée des Alpes.

### 68e régiment
Le 68e régiment d'infanterie de ligne est formé par ordonnance du 29 septembre 1840.
Historique
Le 68e de ligne fait les campagnes de 1848 et 1849 aux armées de Paris, des Alpes et au corps expéditionnaire de la Méditerranée. Arrivé du Havre le 24 juin 1848, il prend part aux journées des 25 et 26 juin contre les insurgés. Il s'illustre lors du siège et la prise de Rome, du 4 juin au 3 juillet 1849.

### 69e régiment
Le 69e régiment d'infanterie de ligne est formé par ordonnance du 29 septembre 1840.
Historique
Le 69e de ligne fait les campagnes de 1848 et 1849 à l'armée de Paris. Arrivé du Havre, il prend part aux journées des 25 et 26 juin contre les insurgés.

### 70e régiment
Le 70e régiment d'infanterie de ligne est formé par ordonnance du 29 septembre 1840.
Historique
De 1854 à 1859, le régiment est engagé dans la conquête de l'Algérie, puis il participe à la campagne d'Italie en 1859 et à la guerre franco-prussienne de 1870.

### 71e régiment
Le 71e régiment d'infanterie de ligne est formé par ordonnance du 29 septembre 1840.
Historique
De 1854 à 1859, le régiment est engagé dans la conquête de l'Algérie, puis il participe à la campagne d'Italie en 1859, à l'occupation des États pontificaux en 1860, à la guerre franco-prussienne de 1870. De 1881 à 1883 une partie du régiment est envoyée en Tunisie et, en 1895-1896 un détachement se trouve à Madagascar

### 72e régiment
Le 72e régiment d'infanterie de ligne est formé par ordonnance du 29 septembre 1840.
Historique
De 1854 à 1859, le régiment est engagé dans la conquête de l'Algérie, puis il participe à la campagne d'Italie en 1859 et à la guerre franco-prussienne de 1870.

### 73e régiment
Le 73e régiment d'infanterie de ligne est formé par ordonnance du 29 septembre 1840.
Historique
En 1848, le régiment est affecté à l'armée de Paris et prend part aux journées des 23, 24, 25 et 26 juin contre les insurgés

### 74e régiment
Le 74e régiment d'infanterie de ligne est formé par ordonnance du 29 septembre 1840.
Historique
En 1848, le régiment est affecté à l'armée de Paris.

En 1849 le régiment est affecté à l'armée des Alpes.
De 1854 et 1855, le régiment est engagé dans la guerre de Crimée, puis il participe à la campagne d'Italie en 1859, à l'occupation des États pontificaux en 1860, à la guerre franco-prussienne de 1870. En 1895 et 1896 une compagnie du régiment se trouve à Madagascar.

### 75e régiment
Le 75e régiment d'infanterie de ligne est formé par ordonnance du 29 septembre 1840.
Historique
De 1854 à 1859, le régiment est engagé dans la conquête de l'Algérie, puis il participe à la campagne d'Italie en 1859 et à la guerre franco-prussienne de 1870.

## Infanterie légère
Les régiments d'infanterie légère sont à 2 bataillons

### 1erléger
- 1er régiment d'infanterie légère est formé, à Besançon, avec les bataillons de la légion des Ardennes (7e légion, 1re légère)[7].

Historique
Le 1er régiment d'infanterie légère fait la campagne de 1823 au 4e corps de l'armée d'Espagne.

De 1824 à 1827, il fait partie du corps d'occupation d'Espagne.

Le 1er bataillon est rattaché à l'armée d'Afrique. Il fait partie du corps expéditionnaire contre la régence d'Alger et participe à la campagne de 1830.

En 1848, le régiment est affecté à l'armée de Paris et prend part aux journées des 23, 24, 25 et 26 juin contre les insurgés.

### 2eléger
2e régiment d'infanterie légère est formé, avec les bataillons de la légion des Basses-Alpes (4e légion, 2e légère).
Historique
Le 2e régiment d'infanterie légère fait la campagne de 1823 aux 1er et 5e corps de l'armée d'Espagne. Il se distingue, le 16 juin, durant le combat du bois de Pallau et lors de l'affaire sous Tarragone, le 29 septembre suivant

Le 1er bataillon est rattaché à l'armée d'Afrique. Il fait partie du corps expéditionnaire contre la régence d'Alger et participe à la campagne de 1830. Il se distingue lors de la prise de la position de Sidi-Ferruch le 14 juin, à la bataille de Staoueli 5 jours plus tard et aux combats de Dely-Ibrahim le 24 du même mois et de Sidi Khalef le 29 juin. Il est ensuite au siège et à la prise d'Alger du 30 juin au 5 juillet 1830.

En 1833 et 1834, les 1er et 2e bataillons du régiment sont affectés à la division des Pyrénées-Orientales.

De 1835 à 1840 le régiment est de nouveau est rattaché à l'armée d'Afrique. Il est présent, les 1er et 3 décembre 1835, aux combats sur le Sig et du bois de l'Habrach. En janvier et février 1836 il participe à l'expédition de Tlemcen et à l'expédition de Constantine en novembre de la même année. Le 3e bataillon, placé à l'arrière-garde, soutint vaillamment la retraite de l'armée devant cette place. Le 26 mai 1837 il s'illustre lors de la défense du poste de Boudouaou puis en octobre, le 1er bataillon fait partie de la 2e expédition sur Constantine. En octobre et novembre 1839, le régiment participe à l'expédition des Bibans puis au combat d'Oued-Lalleg, le 31 décembre de la même année. En 1840, il est à la pointe de l'attaque et de la prise du col de Mouzaïa, et aux premier et deuxième combat du bois des Oliviers, les 12 et 20 mai et 15 juin 1840. Des bataillons détachés et quelques détachements du 2e léger se sont fait remarquer, de 1835 à 1840, dans des affaires partielles contre les Arabes. 

En 1848 et 1849, il est affecté à l'armée des Alpes.

### 3eléger
Le 3e régiment d'infanterie légère est formé, avec les bataillons de la légion des Hautes-Alpes (5e légion, 3e légère)
Historique
Le 3e régiment d'infanterie légère fait la campagne de 1823 aux 3e corps de l'armée d'Espagne et participe aux affaires devant Pampelune. 
Durant les campagnes de 1824, 1825 et 1826, il fait partie du corps d'occupation d'Espagne.

En 1832, durant la campagne des Dix-Jours, il est à l'armée du Nord et participe au siège et la prise de la citadelle d'Anvers le 25 décembre.

Le régiment participe aux campagnes de 1840 à 1847 à l'armée d'Afrique ou il participe lors de la campagne de 1840 à l'expédition de Miliana, les engagements avec les Kabyles près de Miliana et les combats du bois des Oliviers. En 1842 il participe au combat et razzia contre la tribu des Sbiah. En 1844 il s'illustre au combat d'Ouarez-Eddin, à l'expédition contre le Maroc et à la bataille d'Isly. En 1845 il combat chez les Traras puis participe à l'expédition contre les Fliffa-el-Bahr. De 1840 à 1846 des bataillons détachés du 3e léger ont pris part, à diverses expéditions, et se sont fait remarquer dans tous les engagements qu'ils eurent à soutenir contre les Arabes et les Kabyles.

De 1848 à 1849, il est affecté à l'armée des Alpes.

### 4eléger
Le 4e régiment d'infanterie légère est formé à Toulon, avec les 2 bataillons de la légion de l'Ardèche (6e légion, 4e légère).
Historique
Le 4e régiment d'infanterie légère fait la campagne de 1823 aux 2e corps de l'armée d'Espagne et se distingue aux combats de Lorca, de Campillo-de-Arenas et de Jaën.
 
Durant les campagnes de 1824, 1825 et 1826, il fait partie du corps d'occupation d'Espagne.

En 1830, le 1er bataillon du régiment participe est rattaché à l'armée d'Afrique, et fait partie du corps expéditionnaire contre la régence d'Alger et participe à la campagne de 1830, et il se distingue lors de la prise de la position de Sidi-Ferruch le 14 juin, à la bataille de Staoueli 5 jours plus tard puis aux combats de Dely-Ibrahim le 24 du même mois et de Sidi Khalef le 29 juin. Il est ensuite au siège et à la prise d'Alger du 30 juin au 5 juillet 1830.

De 1833 à 1839, les 2e et 3e bataillons sont affectés à l'armée des Alpes. 

### 5eléger
Le 5e régiment d'infanterie légère est formé avec les 2 bataillons de la légion de l'Ariège (8e légion, 5e légère).
Historique
Le 5e régiment d'infanterie légère fait la campagne de 1823 à l'2e corps de l'armée d'Espagne ou il se distingue devant Saint-Sébastien le 19 juin 1823.
 
Durant les campagnes de 1824 et 1825, il fait partie du corps d'occupation d'Espagne.

En 1848 et 1849, il est affecté à l'armée des Alpes. 

### 6eléger
Le 6e régiment d'infanterie légère est formé avec les 2 bataillons de la légion de la Creuse (21e légion, 6e légère).
Historique
Le 6e régiment d'infanterie légère fait la campagne de 1823 à l'armée d'Espagne ou il se distingue le 24 mai au combat de Mataro et l'affaire sous Barcelone, le 30 juillet 1825.

Le régiment participe aux campagnes de 1841 à 1847 à l'armée d'Afrique et s'illustre lors de l'expédition de Tagdempt du 18 mai au 3 juin 1841,de l'expédition de Mascara du 27 novembre 1841 au 29 janvier 1842, durant l'expédition dans l'Ouarensenis d'avril à juillet 1843 et à la défense du camp de l'Oued-el-Hamman le 21 juillet 1843. En 1844 il s'illustre à la bataille d'Isly, le 11 août 1844,  durant l'expédition contre le Maroc, puis les 13 et 15 octobre 1845 contre les Traras. 

En 1848 et 1849, il est affecté à l'armée des Alpes. 

### 7eléger
Le 7e régiment d'infanterie légère est formé avec les 2 bataillons de la légion du Jura (35e légion, 7e légère).
Historique
Le 7e régiment d'infanterie légère fait la campagne de 1823 au 1er corps de l'armée d'Espagne ou il se distingue le 21 juin 1823 lors de combats dans les Asturies.

Affecté à l'armée de Paris, le régiment quitte Saint-Cloud le 24 juin 1848 et arrive en renfort à Paris ou il prend part aux journées des 24, 25 et 26 contre les insurgés.

### 8eléger
Le 8e régiment d'infanterie légère est formé, à Grenoble, avec les 2 bataillons de la légion de la Loire (40e légion, 8e légère).
Historique
Le 8e régiment d'infanterie légère fait la campagne de 1823 au 2e corps de l'armée d'Espagne ou il se distingue durant le combat de Campillo de Arenas le 28 juillet 1823.

En 1832, il est à l'armée du Nord, et participe durant la campagne des Dix-Jours, au siège et la prise de la citadelle d'Anvers. 

Rattaché à l'armée d'Afrique, il participe aux campagnes de 1847 à 1850 de la conquête de l'Algérie par la France et s'illustre lors du siège et de la prise de Zaatcha. 

### 9eléger
Le 9e régiment d'infanterie légère est formé, à Mont-Louis, avec les 2 bataillons de la légion de la Haute-Loire (41e légion, 9e légère).
Historique
Le 9e régiment d'infanterie de ligne fait la campagne de 1823 au 1er corps de l'armée d'Espagne et se distingue à l'affaire de Talavera de la Reina le 27 mai 1823.

De 1824 à 1828, il fait partie du corps d'occupation d'Espagne.

Le 1er bataillon est rattaché à l'armée d'Afrique. Il fait partie du corps expéditionnaire contre la régence d'Alger et participe à la campagne de 1830. Il se distingue lors de la prise de la position de Sidi-Ferruch le 14 juin, à la bataille de Staoueli 5 jours plus tard et aux combats de Dely-Ibrahim le 24 du même mois et de Sidi Khalef le 29 juin. Il est ensuite au siège et à la prise d'Alger du 30 juin au 5 juillet 1830. Il prend part ensuite à l'expédition de Blida et aux engagements qui eurent lieu au retour

En 1849, le régiment est affecté à l'armée de Paris.

### 10eléger
Le 10e régiment d'infanterie légère est formé, avec les 2 bataillons de la légion Corse (54e légion, 10e légère).
Historique
Le régiment prend part aux campagnes de 1832 à 1835 à l'armée d'Afrique ou il prend part à plusieurs expéditions contre les Hadjoutes et d'autres tribus Arabes. Il se distingue lors du combat de Bouffarick, le 2 octobre 1832 et à la défense du camp d'Erlon, près de Bouffarick, le 25 mars 1835.
 
De 1837 à 1839, les 1er et 2e bataillons sont affectés à la division des Pyrénées-Occidentales.

### 11eléger
Le 11e régiment d'infanterie légère est formé à Sedan, avec les 2 bataillons de la légion de la Haute-Marne (50e légion, 11e légère).
Historique
En 1832, dans le cadre de la guerre belgo-néerlandaise, le 11e léger est à l'armée du Nord ou le régiment participe, en décembre au siège et à la prise de la citadelle d'Anvers.

En 1848, le régiment est affecté à l'armée de Paris et prend part aux journées des 23, 24, 25 et 26 juin contre les insurgés.

### 12eléger
Le 12e régiment d'infanterie légère est formé à Lille, avec les 2 bataillons de la légion de la Mayenne (51e légion, 12e légère).
Historique
Le 12e régiment d'infanterie légère fait la campagne de 1823 à l'au 4ecorps de l'armée d'Espagne ou il se distingue, le 17 mai 1823, au combat de Castellterçol et le 10 septembre suivant à une affaire sous Barcelone.

Le régiment participe aux campagnes de 1845 à 1850 à l'armée d'Afrique. 

### 13eléger
Le 13e régiment d'infanterie légère est formé  à Avignon, avec les 2 bataillons de la légion des Basses-Pyrénées (63e légion, 13e légère).
Historique
Le 13e régiment d'infanterie légère fait la campagne de 1823 à l'armée d'Espagne ou il se distingue au combat de Talavera de la Reina le 27 mai 1823.

En 1832, il est au corps d'observation de la Meuse.

En 1838 et 1839, le régiment est affecté à la division des Pyrénées-Orientales.

Rattaché à l'armée d'Afrique, il participe aux campagnes de 1840 à 1847 de la conquête de l'Algérie par la France ou il prend part à plusieurs expéditions et razzias contre les tribus Arabes. Il s'illustre dans la défense du camp de Bridia les 28 mai et 1er juin 1840, durant l'expédition de Tagdempt du 18 mai au 3 juin 1841, de l'expédition sur Mascara de mai à septembre 1843, à l'expédition contre le Maroc et à la bataille d'Isly le 11 août 1844.
 
En 1848 et 1849, le régiment est affecté à l'armée des Alpes et au corps expéditionnaire de la Méditerranée avec lequel il s'illustre lors du siège et la prise de Rome, du 4 juin au 3 juillet 1849.

### 14eléger
- 14e régiment d'infanterie légère avec les 2 bataillons de la légion des Hautes-Pyrénées (64e légion, 14e légère).

Historique
En 1848, le régiment est affecté à l'armée de Paris et prend part aux journées des 23, 24, 25 et 26 juin contre les insurgés.

### 15eléger
Le 15e régiment d'infanterie légère est formé avec les 2 bataillons de la légion des Pyrénées-Orientales (65e légion, 15e légère).
Historique
En 1832, le 15e régiment d'infanterie légère est affecté au corps d'observation de la Meuse.

En 1837 et 1838, les 1er et 2e bataillons sont incorporés à la division des Pyrénées-Orientales.

Le régiment participe aux campagnes de 1839 à 1846 à l'armée d'Afrique et prend part à divers engagements et diverses razzias contre les Arabes et dans les combats livrés à Mazagran et à Mostaganem. Le premier bataillon s'illustre aux combats de l'Oued el Hachema, la prise du col de Mouzaia et à l'affaire du bois des Oliviers, les 10, 12 et 20 mai 1840 tandis que le 2e bataillon se distingue au combat de Bridia le 14 du même mois. Le régiment se distingue lors du combat sous Mostaganem contre la cavalerie d'Abd El-Kader, le 6 mars 1841 durant l'expédition de Tagdempt, du 18 mai au 3 juin 1841 puis durant l'expédition contre le Maroc, à la bataille d'Isly, le 11 août 1844 et lors de la défense du poste de Sebdou, le 3 octobre 1845 ainsi que dans les combats chez les Traras, les 13 et 15 du même mois.

En 1848 et 1849 le régiment est affecté à l'armée des Alpes.

### 16eléger
Le 16e régiment d'infanterie légère est formé à Montmédy, avec les 2 bataillons de la légion de la Haute-Saône (69e légion, 16e légère).
Historique
Le 16e régiment d'infanterie légère fait les campagnes de 1824 à 1832 aux colonies de Cayenne et du Sénégal.
De 1838 à 1840, le régiment est affecté à la division des Pyrénées-Orientales.

En 1848 et 1849, il rejoint l'armée des Alpes puis le corps expéditionnaire de la Méditerranée et participe au siège et prise de Rome du 4 juin au 3 juillet 1849.

### 17eléger
Le 17e régiment d'infanterie légère est formé à Perpignan avec les 2 bataillons de la légion du Var (80e légion, 17e légère).
Historique
En 1833 et 1834, les 1er et 2e bataillons sont affectés à la division des Pyrénées-Orientales.
Les 2 bataillons participent aux campagnes de 1835 à 1841 à l'armée d'Afrique. Le 1er décembre 1835 le régiment s'illustre lors du combat sur la Sig puis au combat au passage du bois d'Abrack, le 2 du même mois. En janvier et février 1836 il participe à l'expédition de Tlemcen au combat de la Sickack le 6 juillet 1836 puis en octobre 1837 à la seconde expédition de Constantine ainsi qu'à l'assaut et la prise de cette place, le 13 octobre 1837. On le retrouve à l'expédition de Sétif et aux combats des 16 et 17 décembre 1838 puis dans l'expédition des Bibans, en octobre et novembre 1839, dans combat entre le camp de Blida et la Chiffa contre les troupes régulières d'Abd-el-Kader, le 31 décembre 1839. Il se distingue dans le combat de l'Affroun, le 27 avril 1840, à l'attaque et prise du col de Mouzaïa, le 12 mai suivant puis dans le combat dans le défilé du bois des Oliviers, et second combat du bois des Oliviers, les 20 mai et 15 juin de la même année.

En 1849, le régiment rejoint l'armée des Alpes

### 18eléger
Le 18e régiment d'infanterie légère est formé à Lyon avec les 2 bataillons de la légion de Vaucluse (81e légion, 18e légère).
Historique
Le 18e régiment d'infanterie légère fait les campagnes de 1833 à 1837 à la division des Pyrénées-Occidentales.

En 1848, le régiment est affecté à l'armée de Paris et prend part aux journées des 23, 24, 25 et 26 juin contre les insurgés.

### 19eléger
Le 19e régiment d'infanterie légère est formé avec les 2 bataillons de la légion de la Haute-Vienne (84e légion, 19e légère).
Historique
Le 19e régiment d'infanterie légère fait la campagne de 1823 au 5e corps de l'armée d'Espagne.

En 1832 il est à l'armée du Nord ou le régiment participe, en décembre au siège et à la prise de la citadelle d'Anvers.

Le régiment participe aux campagnes de 1842 à 1847 à l'armée d'Afrique et se distingue dans plusieurs engagements qu'ils eurent à soutenir contre les tribus arabes dans la province de Constantine, et particulièrement à la défense du camp d'El-Arrouch, le 20 mai 1842.

En 1848 et 1849, il est affecté à l'armée des Alpes.

### 20eléger
Le 20e régiment d'infanterie légère est formé avec les 2 bataillons de la légion des Vosges (85e légion, 20e légère).
Historique
En 1832 le 20e régiment d'infanterie légère est à l'armée du Nord ou le régiment participe, en décembre au siège et à la prise de la citadelle d'Anvers.

En 1848 et 1849, il est affecté à l'armée des Alpes.

### 21eléger
Le 21e régiment d'infanterie légère est formé par ordonnance du 5 janvier 1831 de la légion Hohenlohe, supprimée à cette même date.
Historique
Les 2 bataillons du 21e régiment d'infanterie légère font les campagnes de 1830 à 1833 au corps d'occupation de Morée.

### 22eléger
Le 22e régiment d'infanterie légère est créé par ordonnance du 29 septembre 1840.
Historique
Le 22e régiment d'infanterie légère fait les campagnes de 1848 et 1849 à l'armée des Alpes et au corps expéditionnaire de la Méditerranée avec lequel il s'illustre lors du siège et la prise de Rome, du 4 juin au 3 juillet 1849.

### 23eléger
Le 23e régiment d'infanterie légère est créé par ordonnance du 29 septembre 1840.
Historique
En 1848, le 23e régiment d'infanterie légère est affecté à l'armée de Paris et prend part aux journées des 23, 24, 25 et 26 juin contre les insurgés.

### 24eléger
Le 24e régiment d'infanterie légère est créé par ordonnance du 29 septembre 1840.
Historique
En 1848, le 24e régiment d'infanterie légère est affecté à l'armée de Paris et prend part aux journées des 23, 24, 25 et 26 juin contre les insurgés.

### 25eléger
Le 25e régiment d'infanterie légère est créé par ordonnance du 29 septembre 1840.
Historique
Le 25e régiment d'infanterie légère fait les campagnes de 1848 et 1849 à l'armée des Alpes et au corps expéditionnaire de la Méditerranée avec lequel il s'illustre lors du siège et la prise de Rome, du 4 juin au 3 juillet 1849.

## Cavalerie
Réorganisation des corps de cavalerie français (1825)